# Christian County, Missouri
Christian County är ett administrativt område i delstaten Missouri, USA, med 77 422 invånare. Den administrativa huvudorten (county seat) är Ozark.

## Geografi
Enligt United States Census Bureau har countyt en total area på 1 461 km². 1 459 km² av den arean är land och 2 km² är vatten.

### Angränsande countyn
- Greene County - nord
- Webster County - nordost
- Douglas County - öst
- Taney County - syd
- Stone County - sydväst
- Lawrence County - väst

### Orter
- Billings
- Clever
- Fremont Hills
- Highlandville
- Nixa
- Ozark (huvudort)
- Republic (delvis i Greene County)
- Sparta
- Springfield (delvis i Greene County)